# Fabien Reboul
Fabien Reboul (ur. 9 września 1995 w Tuluzie) – francuski tenisista.

## Kariera tenisowa
W 2021 roku zadebiutował w imprezie wielkoszlemowej podczas turnieju French Open w grze podwójnej. Startując w parze z Sadio Doumbią odpadł w pierwszej rundzie.
Zwycięzca czterech turniejów spośród dziewięciu rozegranych finałów o randze ATP Tour w grze podwójnej.
W rankingu gry pojedynczej najwyżej był na 328. miejscu (17 grudnia 2018), a w klasyfikacji gry podwójnej na 23. pozycji (27 stycznia 2025).

### Finały w turniejach ATP Tour
| Legenda                                      |
| -------------------------------------------- |
| Wielki Szlem                                 |
| Igrzyska olimpijskie                         |
| Tennis Masters Cup / ATP Finals              |
| ATP Masters Series / ATP Tour Masters 1000   |
| ATP International Series Gold / ATP Tour 500 |
| ATP International Series / ATP Tour 250      |

#### Gra podwójna (4–5)
| Końcowy wynik | Nr | Data             | Turniej     | Nawierzchnia  | Partner                | Przeciwnicy                              | Wynik finału      |
| ------------- | -- | ---------------- | ----------- | ------------- | ---------------------- | ---------------------------------------- | ----------------- |
| Finalista     | 1. | 12 lutego 2023   | Córdoba     | Ceglana       | Sadio Doumbia          | Máximo González Andrés Molteni           | 4:6, 4:6          |
| Zwycięzca     | 1. | 26 września 2023 | Chengdu     | Twarda        | Sadio Doumbia          | Francisco Cabral Rafael Matos            | 4:6, 7:5, 10–7    |
| Zwycięzca     | 2. | 4 lutego 2024    | Montpellier | Twarda (hala) | Sadio Doumbia          | Albano Olivetti Tristan-Samuel Weissborn | 6:7(5), 6:4, 10–6 |
| Finalista     | 2. | 11 lutego 2024   | Córdoba     | Ceglana       | Sadio Doumbia          | Máximo González Andrés Molteni           | 4:6, 1:6          |
| Finalista     | 3. | 7 kwietnia 2024  | Estoril     | Ceglana       | Sadio Doumbia          | Gonzalo Escobar Ołeksandr Nedowiesow     | 5:7, 2:6          |
| Zwycięzca     | 3. | 21 kwietnia 2024 | Bukareszt   | Ceglana       | Sadio Doumbia          | Harri Heliövaara Henry Patten            | 6:3, 7:5          |
| Finalista     | 4. | 21 lipca 2024    | Hamburg     | Ceglana       | Édouard Roger-Vasselin | Kevin Krawietz Tim Pütz                  | 6:7(8), 2:6       |
| Zwycięzca     | 4. | 24 września 2024 | Chengdu     | Twarda        | Sadio Doumbia          | Yuki Bhambri Albano Olivetti             | 6:4, 4:6, 10–4    |
| Finalista     | 5. | 1 marca 2025     | Acapulco    | Twarda        | Sadio Doumbia          | Christian Harrison Evan King             | 4:6, 0:6          |